# Tematický plán
Tematický plán (nespisovně tématický plán) je organizační pomůcka učitele, prostřednictvím které sestavuje časový plán výuky daného předmětu. Tematický plán obsahuje zejména název předmětu, jméno učitele, hodinovou dotaci, časový rozvrh výuky na pololetí či školní rok, pravidla hodnocení, požadované učebnice či jiné učební pomůcky apod. Pro konkrétní hodiny je sestaveno učivo vycházející z nadřazených učebních dokumentů (např. ze školního vzdělávacího programu).